# 2010-es UEFA-szuperkupa
A 2010-es UEFA-szuperkupa a 35. európai szuperkupa-döntő volt. Az UEFA-kupa megszűnése, valamint a helyére létrehozott Európa-liga miatt a kiírás úgy módosult, hogy az UEFA-bajnokok ligája győztese és az Európa-liga győztese mérkőzött egymással.
A mérkőzést a II. Lajos Stadionban, Monacóban játszotta 2010. augusztus 27-én a 2009–2010-es Európa-liga-győztes spanyol Atlético Madrid és a 2009–2010-es UEFA-bajnokok ligájának a győztese, az olasz Internazionale. A mérkőzést öt játékvezető közreműködésével játszották.
A mérkőzést az Atlético Madrid nyerte 2–0-ra, a spanyol csapatnak ez volt az első szuperkupa-győzelme.

## A mérkőzés
| 2010. augusztus 27. 20:45 (CEST) |

| Internazionale | 0–2               | Atlético Madrid      |
| -------------- | ----------------- | -------------------- |
|                | (0–0) Jegyzőkönyv | Reyes 62' Agüero 82' |

| II. Lajos Stadion, Monaco Nézőszám: 17 265 Játékvezető: Busacca (svájci) |

| Internazionale | Atlético Madrid |

| INTERNAZIONALE: |    |                     |  |     |
|                 |    |                     |  |     |
| GK              | 1  | Júlio César         |  |     |
| RB              | 13 | Maicon              |  |     |
| CB              | 25 | Walter Samuel 90+2' |  |     |
| CB              | 6  | Lúcio               |  |     |
| LB              | 26 | Cristian Chivu      |  |     |
| CM              | 4  | Javier Zanetti      |  |     |
| RM              | 5  | Dejan Stanković     |  | 68' |
| LM              | 19 | Esteban Cambiasso   |  |     |
| AM              | 10 | Wesley Sneijder     |  | 79' |
| AM              | 9  | Samuel Eto’o        |  |     |
| CF              | 22 | Diego Milito        |  |     |
| Cserék:         |    |                     |  |     |
| GK              | 12 | Luca Castellazzi    |  |     |
| DF              | 2  | Iván Córdoba        |  |     |
| DF              | 23 | Marco Materazzi     |  |     |
| MF              | 17 | McDonald Mariga     |  |     |
| MF              | 29 | Philippe Coutinho   |  | 79' |
| FW              | 27 | Goran Pandev        |  | 68' |
| FW              | 88 | Jonathan Biabiany   |  |     |
| Vezetőedző:     |    |                     |  |     |
| Rafael Benítez  |    |                     |  |     |

| ATLÉTICO MADRID:      |    |                    |     |       |
|                       |    |                    |     |       |
| GK                    | 13 | David de Gea       |     |       |
| RB                    | 17 | Tomáš Ujfaluši     |     |       |
| CB                    | 21 | Luis Perea         |     |       |
| CB                    | 15 | Diego Godín        |     |       |
| LB                    | 18 | Álvaro Domínguez   |     |       |
| DM                    | 12 | Paulo Assunção     |     |       |
| CM                    | 8  | Raúl García 89'    |     |       |
| RM                    | 19 | José Antonio Reyes |     | 69'   |
| LM                    | 20 | Simão              | 85' | 90+1' |
| CF                    | 10 | Sergio Agüero      |     |       |
| CF                    | 7  | Diego Forlán       |     | 82'   |
| Cserék:               |    |                    |     |       |
| GK                    | 27 | Joel Robles        |     |       |
| DF                    | 3  | Antonio López      |     |       |
| MF                    | 4  | Mario Suárez       |     |       |
| MF                    | 6  | Ignacio Camacho    |     |       |
| MF                    | 9  | José Manuel Jurado |     | 82'   |
| MF                    | 11 | Fran Mérida        |     | 69'   |
| FW                    | 22 | Diego Costa        |     |       |
| Vezetőedző:           |    |                    |     |       |
| Quique Sánchez Flores |    |                    |     |       |

| A mérkőzés játékosa: José Antonio Reyes (Atlético Madrid) Asszisztensek: Matthias Arnet (Svájc) Manuel Navarro (Svájc) Asszisztensek (16-oson belül): Stephan Studer (Svájc) Cyril Zimmermann (Svájc) Negyedik számú játékvezető: Sascha Kever (Svájc) |

| A 2010-es UEFA-szuperkupa győztese |
| ---------------------------------- |
| Atlético Madrid 1. cím             |

## Statisztikák
|                 | Internazionale | Atlético Madrid |
| --------------- | -------------- | --------------- |
| Gól             | 0              | 0               |
| Lövések         | 5              | 5               |
| Kapura lövések  | 0              | 0               |
| Labdabirtoklás  | 46%            | 54%             |
| Szöglet         | 4              | 3               |
| Szabálytalanság | 6              | 8               |
| Les             | 3              | 1               |
| Sárga lap       | 0              | 0               |
| Piros lap       | 0              | 0               |

|                 | Internazionale | Atlético Madrid |
| --------------- | -------------- | --------------- |
| Gól             | 0              | 2               |
| Lövések         | 6              | 7               |
| Kapura lövések  | 2              | 7               |
| Labdabirtoklás  | 58%            | 42%             |
| Szöglet         | 5              | 1               |
| Szabálytalanság | 6              | 13              |
| Les             | 2              | 1               |
| Sárga lap       | 1              | 2               |
| Piros lap       | 0              | 0               |

|                 | Internazionale | Atlético Madrid |
| --------------- | -------------- | --------------- |
| Gól             | 0              | 2               |
| Lövések         | 11             | 12              |
| Kapura lövések  | 2              | 7               |
| Labdabirtoklás  | 52%            | 48%             |
| Szöglet         | 9              | 4               |
| Szabálytalanság | 12             | 21              |
| Les             | 5              | 1               |
| Sárga lap       | 1              | 2               |
| Piros lap       | 0              | 0               |

## Lásd még
- 2009–2010-es UEFA-bajnokok ligája
- 2009–2010-es Európa-liga